# Lello da Orvieto
Lello da Orvieto (Orvieto, ... – ...; fl. 1315-1340) è stato un pittore e mosaicista italiano, attivo tra Napoli e il Lazio nella prima metà del XIV secolo.

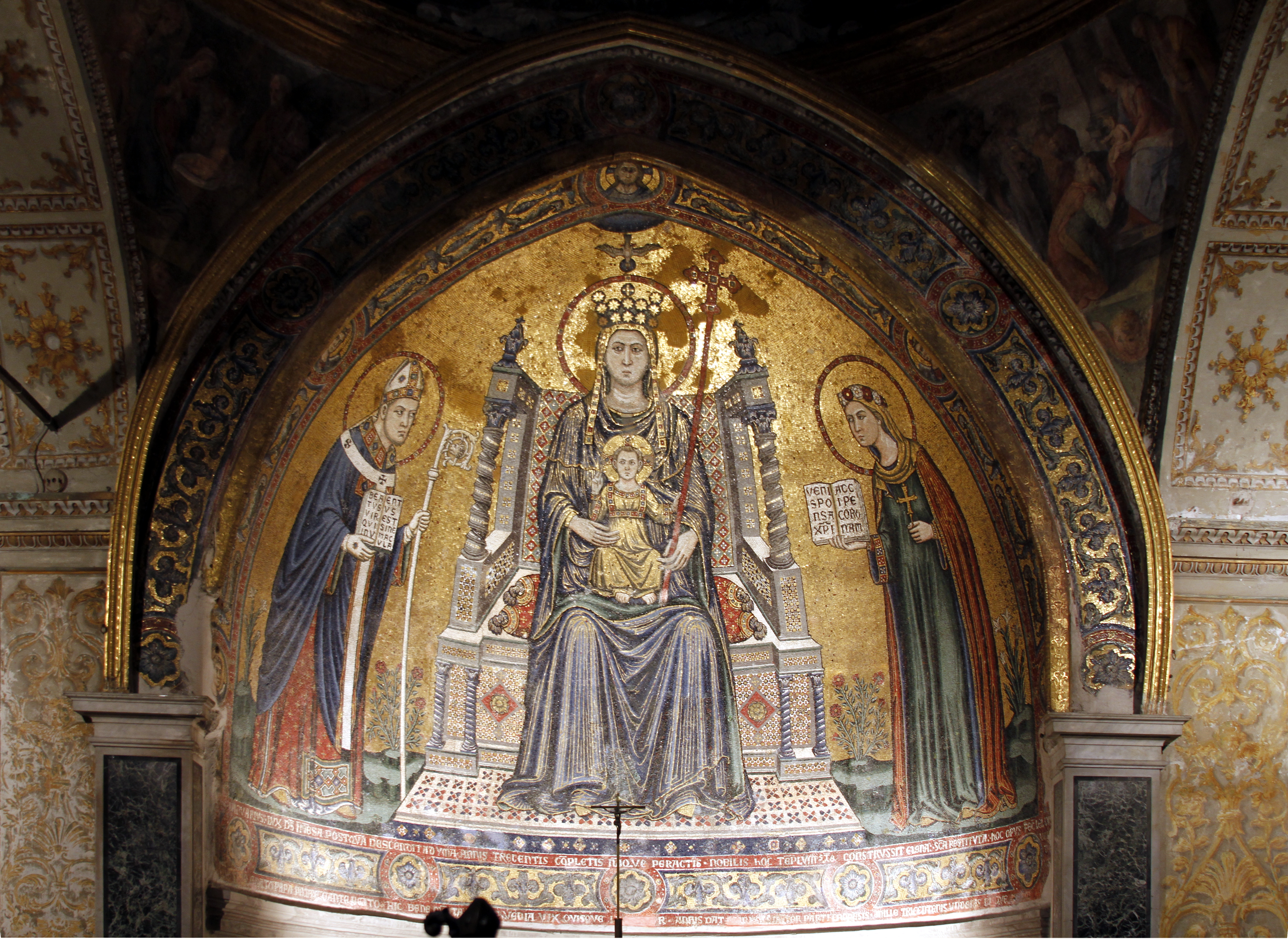
Madonna in trono tra i Santi Gennaro e Restituta, Duomo di Napoli.

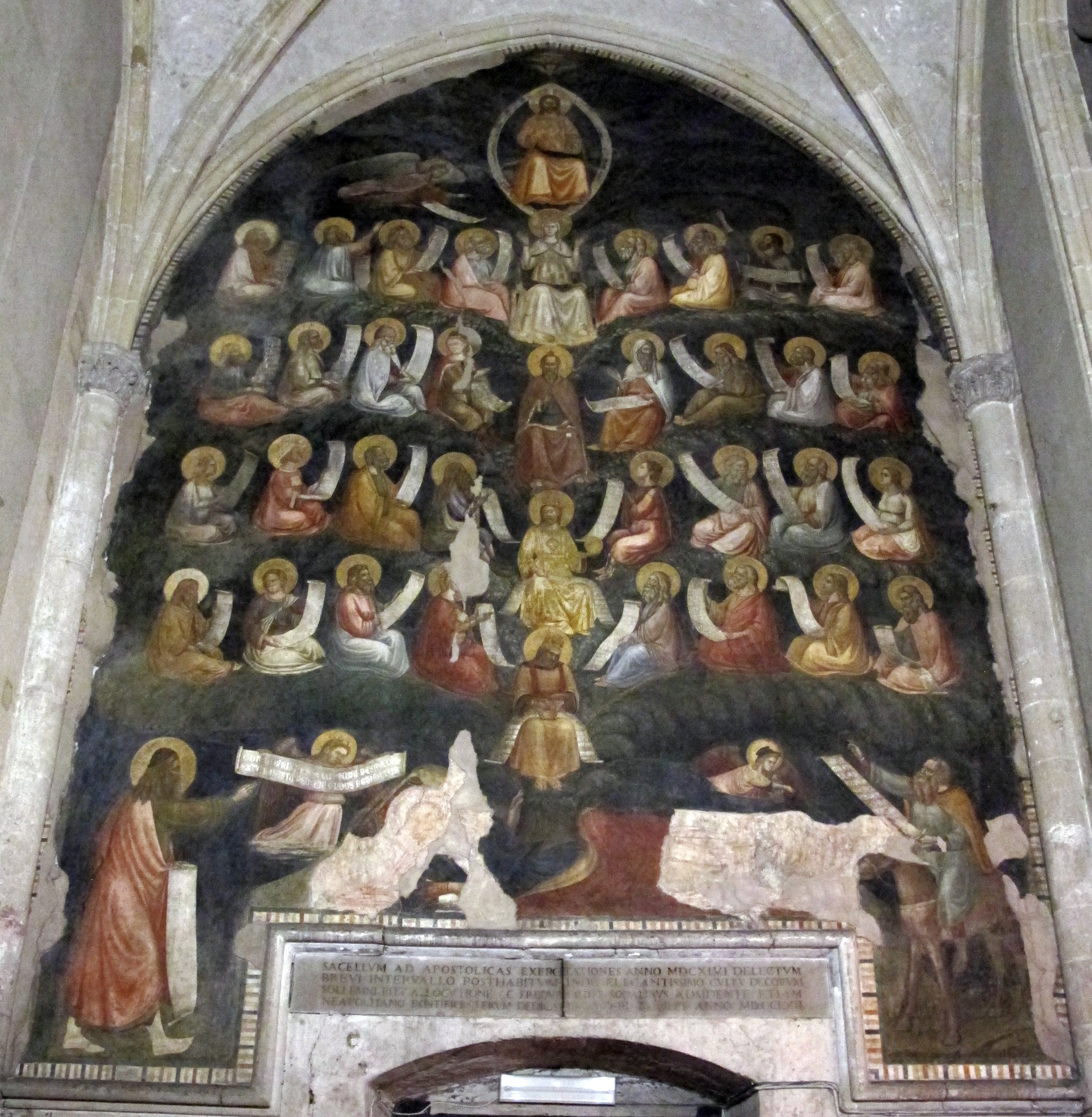
Cappella degli illustrissimi, Albero della vita, Duomo di Napoli

Lello è menzionato nel mosaico della Cattedrale di Santa Maria Assunta a Napoli, raffigurante la Madonna in trono tra i santi Gennaro e Restituta datato 1322 (o 1313) e firmato Lellus de Urb(evetere).
Gli vengono attribuiti anche gli affreschi:
- Albero di Iesse, nella cappella degli Illustrissimi nel Duomo di Napoli, 1315 c.
- Redentore e santi, nella sala capitolare delle Clarisse nel complesso di Santa Chiara a Napoli, 1320-1340 c.